# Руденко Людмила Володимирівна
Людми́ла Володи́мирівна Руде́нко (27 липня 1904, Лубни, Полтавська губернія,  — 26 лютого 1986, Ленінград) — українська[джерело?]  радянська шахістка: друга в історії шахів і перша серед українських шахісток чемпіонка світу серед жінок (1950—1953 роки); жіночий гросмейстер (1976), здобула титул міжнародний майстер, а також жіночий міжнародний майстер в 1950; заслужений майстер спорту СРСР (1953). Економістка-плановичка.

## Біографія
Народилася 27 липня 1904 року в Лубнах. Її батько, Володимир Андрійович, працював там у окружному місцевому судi. Незабаром після народження доньки його перевели до Миколаєва, можна сказати, на підвищення: спочатку — помічником прокурора, а потім і головою міського з'їзду мирових суддів. Він мав чин «колезький радник». Батько і призвичаїв 10-рiчну Люду до шахів.
У 1921 році вступила до Одеського інституті народного господарства, де здобула фах економіста. В Одесі познайомилася і здружилася з багатьма відомими літераторами та письменниками, зв'язки з якими підтримувала до кінця життя. Серед них були і російський письменник Сергій Бондарін, котрий часто грав з нею в шахи, і літературознавець та мистецтвознавець Микола Харджиєв. Узагалі Людмила Руденко була яскравою особистістю з різнобічними уподобаннями. Наприклад, мешкаючи в Одесі, вона захоплювалася плаванням і навіть виграла чемпіонат міста стилем «брас» на відкритій воді. Крім того, чудово грала в бридж і преферанс.
У 1925 році Руденко з Одеси переїхала до Москви. Її перший виступ у турнірі шахісток, організований газетою «Комсомольська правда» в 1926 році, був невдалим. Людмила Руденко зазнала кілька повних поразок і посіла одне з останніх місць. Але ця невдача не деморалізувала молоду шахістку. З подвоєною енергією вона взялася за вивчення стратегії й тактики шахів. 1927 року вона вже здобула право представляти столицю на першому жіночому чемпіонаті СРСР. В цьому змаганні вона посіла п'яте місце.
Великого успіху Руденко досягла 1928 року, ставши чемпіонкою Москви. У першості столиці вона виграла всі 12 партій.
1928 року Руденко переїжджає до Ленінграда, де під керівництвом видатних майстрiв Петра Романовського i Олександра Толуша зміцнює й розвиває свій талант, остаточно сформувавши бойовий комбінаційний ігровий стиль. Вісім разів удавалося Руденко стати чемпіонкою міста на Неві, виступити з хорошими результатами в 17 першостях СРСР.
У Ленінграді вона одружилася з вченим Левом Гольдштейном, який створив кафедру технічної кібернетики у військовій академії ім. Можайського. У 1931 році народила сина, але це не завадило її активній діяльності. Дбаючи про дитину, вона, як і раніше, продовжує грати і водночас працює у видавництві. В ті складні часи за будьяке «криве» слово можна було потрапити у сталінські табори, а то й стати до стінки. Через помилку складача в друкарні Руденко довелося терміново звільнитися з роботи.
На Чемпіонаті світу з шахів серед жінок 1949–50, який відбувся в Москві, Руденко блискуче посіла перше місце, набравши 11,5 очок із 15 можливих, і завоювала золоту медаль чемпіонки світу.
19 січня 1950 року віцепрезидент ФІДЕ Марсель Берман увінчав шахматистку лавровою гірляндою чемпіона. У 1952 році вона виграла ще одне змагання, нарешті ставши чемпіонкою СРСР.
Через рік Руденко програла на 10 років молодшій Биковій свій матч на чемпіонаті світу, але ще десятиліття залишалася активною на радянських і міжнародних змаганнях.
Відома як рятівниця 300 дітей з блокадного Ленінграда.
Померла 26 лютого 1986 року в Ленінграді, на 82-му році життя.
З нагоди її 100-літнього ювілею виконком Міжнародної федерації шахів оголосив 2004 рік «Роком Людмили Руденко».
В 2024 році, до 120-річчя з дня народження Руденко, була видана перша книга про другу чемпіонку світу з шахів: Станіслав Станіславович Суханицький «Людмила Друга» — Варшава, видавництво «Пенелопа» — 266 с.— 120 прим.— ISBN 978-83-971846-3-3 (рос.).

## Врятовані діти
Під час Другої світової війни вона допомогла врятувати приблизно 300 дітей з блокадного Ленінграда.
На початку війни Руденко працювала на заводі, що виробляв озброєння. В липні 1941 року завод терміново евакуювали в Уфу, а діти робітників залишилися в місті, їх забрати не встигли.
Коли стало зрозуміло, що блокада неминуча, Людмила Руденко повернулася до Ленінграда і організувала спеціальний потяг, який вивіз дітей до батьків до того, як місто оточили.
Незважаючи на її основні досягнення в спорті, сама Людмила Руденко вважала найголовнішим досягненням в житті організацію евакуації на поїзді дітей під час блокади Ленінграда.